# Hylodes glaber
Espèce
Synonymes
- Elosia glabra Miranda-Ribeiro, 1926
- Elosia pulchra Lutz, 1951

Statut de conservation UICN

 DD  : Données insuffisantes
Hylodes glaber est une espèce d'amphibiens de la famille des Hylodidae.

## Répartition
Cette espèce est endémique d'Itatiaia dans l'État de Rio de Janeiro au Brésil. Elle est présente entre 2 000 et 2 500 m d'altitude,.

## Publications originales
- Miranda-Ribeiro, 1926 : Notas para servirem ao estudo dos gymnobatrachios (Anura) brasileiros. Archivos do Museu Nacional do Rio de Janeiro, vol. 27, p. 1-227.
- Lutz, 1951 : Nota Prévia sobre alguns Anfíbios Anuros do Alto Itatiaia. O Hospital, vol. 39, no 5, p. 705-707.